# Принцесса Аритэ
«Принцесса Аритэ» (яп. アリーテ 姫 Аритэ Химэ) — анимационный фильм 2001 года, выпущенный японской студией Studio 4°C, основанный на рассказе Дианы Коулз «Умная Принцесса» 1983 года. Фильм представляет собой нетрадиционную интерпретацию стандартной сказки о принцессе и известен в Японии как одна из самых успешных анимационных феминистских работ.
Сюжет фильма значительно отличается от оригинальной истории, главным образом потому, что режиссёр Катабути Сунао, приступая к работе над проектом, чувствовал себя неуверенно, рассказывая феминистическую историю с мужской точки зрения и потому сосредоточился на более общих темах, таких как индивидуализм, уважение и многообразие. Фильм «Принцесса Аритэ» был удостоен награды New Century Tokyo International Anime Fair 21 за выдающиеся достижения в области киноискусства.

## Сюжет
Во время правления своего отца, Короля, молодая принцесса Аритэ растёт в одинокой башне в ожидании достойного её жениха. В то время как поклонники выполняют бесчисленные задания по сбору сокровищ для Короля, принцесса начинает испытывать любопытство к внешнему миру. Она тайком несколько раз выбирается из замка и начинает понимать, чего ей не хватало в изоляции в башне. Когда привычное течение её жизни нарушается прибытием нескольких поклонников, она принимает решение сбежать в большой мир, но её ловит стража и отправляет к отцу. Накануне этого Король встречается с могущественным магом по имени Боукс, чтобы обсудить его прошение руки Аритэ. Король сначала сомневается, но сдается, когда видит, что колдун очаровал принцессу обещаниями и дарами. Он соглашается, и Боукс забирает Аритэ в свой замок. Там он открывает ей, что совсем её не любит, и единственная причина, по которой он привел её в замок — заточить её в подземелье, поскольку, согласно пророчеству, принцесса по имени Аритэ имеет силу отнять у него его вечную жизнь.
Сидя в своем новом узилище, Аритэ постепенно становится другом Эмпл — отзывчивой селянки, посещающей замок Боукса. Эмпл объясняет, что Боукс договорился с соседним городом: он дает им воду для полей до тех пор, пока они кормят его, но, несмотря на этот договор, Эмпл копает свой собственный колодец, чтобы больше не зависеть от колдуна. Воодушевленная рассказом Эмпл, Аритэ избавляется от чар Боукса и обретает свой старый дух. Вскоре Боукс, все ещё думая, что принцесса заколдована, отпускает её из замка и посылает на задание. Но вместо этого Аритэ в тайне возвращается в замок, где обнаруживает источник волшебной силы Боукса, позволяющий ему контролировать воду в городе Эмпл. Пока она пытается восстановить источник воды, её застаёт колдун и в приступе отчаяния разрушает собственный замок, выпуская воду по всей земле.
Здоровье города восстановлено, и Аритэ свободна уйти, так что она решает уехать в деревню, чтобы жить там вместе с простыми людьми.

## Персонажи
- Принцесса Аритэ (Кувасима Хоко) — молодая принцесса, полная интереса к жизни, но вынужденная жить согласно мирским королевским традициям. По мере взросления её роль в царстве также росла, а привилегированное жизненное пространство становилось все более ограниченным. В конце концов её собственный отец, Король, заточил её в башне, где она могла только смотреть на течение жизни внизу, в городе, и читать тайком книги о дальних странах.

Сэйю: Хоко Кувасима
- Боукс — волшебник, внезапно явившийся в замок, чтобы требовать руки принцессы.

Сэйю: Кояма, Такэси
- Ведьма — ведьма, которую Аритэ встречает в секретном коридоре замка. Она вручает принцессе волшебное кольцо, исполняющее желания.

Сэйю: Короги, Сатоми
- Эмпл — деревенская жительница, приносящая дань для Боукса.

Сэйю: Такаяма, Минами
- Гровель — слуга Боукса. На самом деле Гровель — лягушка, превращенная в человекоподобное существо.

Сэйю: Юсукэ, Нумата
- Дарабоа — первый жених, которого встречает Аритэ. Он пытается впечатлить её рассказами о своих безрассудствах, но принцесса видит в нём только выскочку.

Сэйю: Такэмото, Эйдзи
- Белый рыцарь — второй жених, которого встречает Аритэ. Пытается обмануть её розой, украденной из сада замка, но Аритэ обвиняет его в блефе и прогоняет.

Сэйю: Мори Норихиса
- Король — угрюмый отец Аритэ.

Сэйю: Нагасако, Такаси
- Женихи — остальные женихи Аритэ.

Сэйю: Асо, Томохиса, Исимори, Такко, Такацука, Масая
- Стража

Сэйю: Нагано, Ёсикадзу, Ковада, Кохэй
- Абигеил — главная служанка Аритэ.

Сэйю: Синдо, Наоми
- Главный портной () — один из первых горожан, которого встречает Аритэ.

Сэйю: Нисимацу, Кадзухико
- Ученики портного (Нобуко) — дети, учащиеся торговле. Аритэ с любопытством наблюдает за ними из окна башни.

Сэйю: Тэндзин, Уми
- Рассказчик — голос за кадром, ведущий повествование в виде баллад.

Сэйю: Сасаки, Юко

## Саундтрек
- Wings of Gold — Текст: Таэко Онуки, Композитор, аранжировка: Акира Сэндзю
- Красное солнце — Текст: Орига, Композитор, аранжировка: Акира Сэндзю